# Papulosa
Papulosa är ett släkte av svampar. Papulosa ingår i familjen Papulosaceae, klassen Sordariomycetes, divisionen sporsäcksvampar och riket svampar.
| Papulosa | \| \| Papulosa amerospora \| \| \| \| |
|          | \| \| Papulosa amerospora \| \| \| \| |
|          | Papulosa amerospora                   |
|          |                                       |

|  | Papulosa amerospora |
|  |                     |